# 아론 부펜자
아론 살렘 부펜자 포지(프랑스어: Aaron Salem Boupendza Pozzi, 1996년 8월 7일 ~ 2025년 4월 16일)는 과거 공격수로 활약했던 가봉의 전 프로 축구 선수이다.

## 구단 경력

### 유럽 리그
CF 무나나 유스팀 출신으로 2016-17 시즌을 앞두고 프랑스 리그앙의 지롱댕 드 보르도와 입단 계약을 체결한 뒤 주로 샹피오나 나시오날 3 소속팀인 보르도 리저브팀에서만 활동하며 20경기 8골을 터뜨렸다.
그 후 샹피오나 나시오날의 포 FC로 임대 이적하여 2017-18 시즌 21경기 15골을 터뜨리는 준수한 활약을 펼치며 리그 득점왕에 올랐고 이후 가젤레크 아작시오와 투르 FC에서도 임대 선수로 활동하며 22경기 3골을 기록한 뒤 2019-20 시즌에는 리가 포르투갈 2의 CD 페이렌스에서도 임대 선수로 활동했다.
이후 2020-21 시즌에는 튀르키예 쉬페르리그의 하타이스포르 소속으로 공식전 38경기 22골을 터뜨리며 6위라는 하타이스포르 구단 역사상 튀르키예 쉬페르리그 역대 최고 성적을 이끌었고 특히 2020-21 시즌 리그 36경기에서 22골을 터뜨리며 2017-18 시즌 샹피오나 나시오날 시절 이후 3년만에 리그 득점왕 타이틀을 거머쥐었다.

### 중동 리그
2020-21 시즌을 마친 뒤 카타르 스타스 리그의 알아라비 SC로 이적하여 2021-22 시즌 공식전 22경기 10골을 터뜨리며 리그 4위, 2022년 카타르 FA컵 우승을 이끌었고 2022-23 시즌에는 사우디 프로페셔널리그의 알샤바브 FC 소속으로 리그 17경기 11골을 폭격하며 팀을 리그 4위로 끌어올렸다.

### FC 신시내티
2022-23 시즌을 마친 뒤 미국 메이저 리그 사커의 FC 신시내티에 입단하여 2023 시즌 공식전 18경기 6골로 맹활약하며 신시내티의 창단 첫 MLS 정규시즌 우승 및 MLS컵 4강 진출과 6년만의 US 오픈컵 4강 진출을 이끌었고 2024 시즌에서도 공식전 17경기 3골을 기록하며 CONCACAF 챔피언스컵 16강 진출에 기여했다.

### 라피드 부쿠레슈티
2024 시즌 종료 후 루마니아 리가 I의 라피드 부쿠레슈티로 이적하여 2024-25 시즌 공식전 11경기 5골을 터뜨리며 팀의 리그 플레이오프 라운드 진출에 기여했다.

## 국가대표팀 경력

### 가봉 A대표팀
2016년 1월 10일 우간다와의 친선 경기에서 가봉 A대표팀 소속으로 국제 A매치 데뷔전을 치른 후 열흘 후에 열린 르완다와의 2016년 아프리카 네이션스 챔피언십 A조 2차전에서 A매치 데뷔골을 신고했으나 팀은 1무 2패·조 최하위라는 부진한 성적으로 조별리그 탈락의 고배를 마셨다.
그 후 2021년 아프리카 네이션스컵 예선에서 2골을 터뜨리며 가봉의 4년만의 아프리카 네이션스컵 본선 진출을 이끌었고 코모로와의 2021년 아프리카 네이션스컵 본선 C조 1차전에서도 선제골이자 결승골을 터뜨리며 2012년 대회 8강 이후 9년만의 아프리카 네이션스컵 토너먼트 진출을 이끌었다.

## 사망
2025 시즌을 앞두고 중국 슈퍼리그의 저장 FC로 이적한 후 6경기에서 10개의 공격포인트(4골·6어시스트)를 올리며 활약하고 있던 도중 2025년 4월 16일 중국 항저우에 있는 자신의 저택 11층 발코니에서 추락한 후 사망했고 이에 대해 중국 공안은 신속하게 범죄 혐의를 배제했으며 이후 가봉 축구 연맹은 아론 부펜자의 사망을 공식 확인했다.
이 소식이 알려진 뒤 브리스 올리귀 가봉 대통령 당선인은 '가봉 축구에 영광을 가져다 준 재능 있는 센터 포워드였다'며 부펜자의 사망을 애도했고 가봉 대표팀 동료였던 피에르에므리크 오바메양도 '말로 표현할 수 없다. 편히 쉬기를'이라며 애도의 뜻을 밝혔으며 소속팀인 저장 FC도 '갑작스러운 비보에 깊은 슬픔을 느낀다'는 공식적인 입장을 밝혔다.

## 대회 성적

### 클럽
알아라비 SC
- 카타르 스타스 리그 : 4위 (2021-22)
- 카타르 FA컵 : 우승 (2022)

 알샤바브 FC
- 사우디 프로페셔널리그 : 4위 (2022-23)

 FC 신시내티
- MLS컵 : 4강 (2023)
- US 오픈컵 : 4강 (2023)

### 개인 수상
- 샹피오나 나시오날 득점상 : 2017-18 (15골)
- 튀르키예 쉬페르리그 득점상 : 2020-21 (22골)
- 튀르키예 쉬페르리그 올해의 팀 : 2020-21